# Bisdom Santíssima Conceição do Araguaia
Het bisdom Santíssima Conceição do Araguaia (Latijn: Dioecesis Sanctissimae Conceptionis de Araguaya) is een rooms-katholiek bisdom met als zetel Conceição do Araguaia, in Brazilië. Het bisdom is suffragaan aan het aartsbisdom Belém do Pará.

## Geschiedenis
Op 18 juli 1911 werd een eerste territoriale prelatuur Santíssima Conceição do Araguaia opgericht. In 1969 verhuisde de zetel van deze prelatuur naar Marabá, en dit werd later het Bisdom Marabá. Op 27 maart 1976 werd opnieuw een territoriale prelatuur Santíssima Conceição do Araguaia opgericht, uit delen van de territoriale prelaturen Cristalândia en Marabá. Op 16 oktober 1979 werd het verheven tot bisdom. 

## Parochies
Het bisdom had in 2020 een oppervlakte van 52.000 km2 en telde 361.200 inwoners waarvan 71,4% rooms-katholiek was.

## Bisschoppen
- Estêvão Cardoso de Avellar (27 maart 1976 - 20 maart 1978)
- Patrício José Hanrahan (29 januari 1979 - 25 mei 1993)
- Pedro José Conti (27 december 1995 - 29 december 2004)
- Dominique Marie Jean Denis You (8 februari 2006 - heden)

Belém do Pará (aartsbisdom) · Abaetetuba · Bragança do Pará · Cametá · Castanhal · Macapá · Marabá · Marajó (territoriale prelatuur) · Ponta de Pedras · Santíssima Conceição do Araguaia